# مايك بارسون
مايك بارسون (بالإنجليزية: Mike Barson)‏ هو موسيقي وعازف بيانو بريطاني، ولد في 21 أبريل 1958 في إدنبرة في المملكة المتحدة.

## وصلات خارجية
- مايك بارسون على موقع IMDb (الإنجليزية)
- مايك بارسون على موقع ميوزك برينز (الإنجليزية)
- مايك بارسون على موقع أول ميوزيك (الإنجليزية)
- مايك بارسون على موقع ديسكوغز (الإنجليزية)
- مايك بارسون على موقع قاعدة بيانات الفيلم (الإنجليزية)